# Campeonato Europeu Júnior de Natação de 1991
O Campeonato Europeu Júnior de Natação de 1991 foi a 18ª edição do evento organizado pela Liga Europeia de Natação (LEN). A competição foi realizada entre os dias 1 e 4 de agosto de 1990 na Bélgica. As provas de natação foram realizadas em Antuérpia e as provas de saltos ornamentais na cidade de Brasschaat. Teve como destaque a União Soviética com 18 medalhas de ouro. Essa foi a primeira participação da Alemanha reunificada.

## Participantes
- Natação: Feminino de 14 a 15 anos (1977 e 1976) e masculino de 16 a 17 anos (1975 e 1974).
- Saltos Ornamentais: Grupo A é composto por saltadores de 16, 17 e 18 anos (1975, 1974 e 1973), tanto masculino quanto feminino. Grupo B é composto por saltadores de 14 a 15 anos (1977 e 1976), tanto masculino quanto feminino.

## Medalhistas

### Natação
Os resultados foram os seguintes. 
Masculino
| Evento          | Ouro                              | Ouro     | Prata                            | Prata    | Bronze                                               | Bronze   |
| 100 m Livre     | Turquia · Ugur Taner              | 51.44    | Hungria · Béla Szabados          | 51.86    | Alemanha · Oliver Lampe Itália · Piermaria Siciliano | 51.89    |
| 200 m Livre     | Reino Unido · Paul Palmer         | 1:50.50  | Hungria · Béla Szabados          | 1:50.79  | Turquia · Ugur Taner                                 | 1:50.90  |
| 400 m Livre     | Reino Unido · Paul Palmer         | 3:53.44  | Itália · Piermaria Siciliano     | 3:55.59  | Turquia · Ugur Taner                                 | 3:57.07  |
| 1500 m Livre    | Reino Unido · Paul Palmer         | 15:34.84 | União Soviética · Viktor Andreev | 15:37.27 | Espanha · Ignacio Díez                               | 15:41.57 |
| 100 m Costas    | Tchecoslováquia · Marcel Blazo    | 57.73    | Reino Unido · Adam Ruckwood      | 58.34    | França · Didier Calibet                              | 58.55    |
| 200 m Costas    | Tchecoslováquia · Marcel Blazo    | 2:03.25  | Hungria · Olivér Ágh             | 2:05.28  | Reino Unido · Adam Ruckwood                          | 2:05.37  |
| 100 m Peito     | União Soviética · Andrei Korneev  | 1:03.32  | França · Nicolas Milhau          | 1:04.55  | Hungria · András Szaniszló                           | 1:04.58  |
| 200 m Peito     | União Soviética · Andrei Korneev  | 2:15.46  | Alemanha · Ken Hartl             | 2:18.39  | Alemanha · Thomas Jesering                           | 2:19.56  |
| 100 m Borboleta | União Soviética · Denis Pankratov | 55.01    | Turquia · Ugur Taner             | 55.17    | Alemanha · Sascha Brinkhoff                          | 55.68    |
| 200 m Borboleta | Polónia · Konrad Gałka            | 1:59.80  | Turquia · Ugur Taner             | 2:01.00  | União Soviética · Denis Pankratov                    | 2:01.73  |
| 200 m Medley    | Alemanha · Robert Seibt           | 2:03.95  | União Soviética · Sergei Dorogov | 2:06.96  | Itália · Corrado Sorrentino                          | 2:07.61  |
| 400 m Medley    | Alemanha · Robert Seibt           | 4:24.27  | União Soviética · Sergei Dorogov | 4:30"30  | Tchecoslováquia · Pavel Chromy                       | 4'32"32  |
| 4x100 m Livre   | Alemanha                          | 3:28.71  | França                           | 3:28.77  | Suécia                                               | 3:28.97  |
| 4x200 m Livre   | Itália                            | 7:38.43  | Alemanha                         | 7:38.84  | França                                               | 7:40.47  |
| 4x100 m Medley  | União Soviética                   | 3:47.79  | Alemanha                         | 3:50.06  | França                                               | 3:52.59  |

Feminino
| Evento          | Ouro                                 | Ouro    | Prata                               | Prata   | Bronze                               | Bronze  |
| 100 m Livre     | União Soviética · Evgenia Ermakova   | 55.95   | Tchecoslováquia · Martina Moravcová | 56.90   | Alemanha · Ricarda Nagel             | 57.36   |
| 200 m Livre     | União Soviética · Evgenia Ermakova   | 2:01.77 | Alemanha · Ricarda Nagel            | 2:02.40 | Países Baixos · Kirsten Vlieghuis    | 2:02.80 |
| 400 m Livre     | Países Baixos · Kirsten Vlieghuis    | 4:14.54 | Países Baixos · Karen Wammes        | 4:20.37 | Itália · Lisa Giagnoni               | 4:20.71 |
| 800 m Livre     | Países Baixos · Kirsten Vlieghuis    | 8:42.82 | Roménia · Ioana Naghi               | 8:46.44 | Roménia · Sorina Hanceriuc           | 8:52.86 |
| 100 m Costas    | União Soviética · Nina Zhivanevskaya | 1:02.87 | Alemanha · Cathleen Stolze          | 1:04.35 | Roménia · Claudia Stanescu           | 1:04.45 |
| 200 m Costas    | União Soviética · Nina Zhivanevskaya | 2:15.74 | Alemanha · Cathleen Stolze          | 2:16.88 | Países Baixos · Naomi van der Woerd  | 2:17.53 |
| 100 m Peito     | União Soviética · Anna Nikitina      | 1:11.15 | Países Baixos · Mary Peters         | 1:12.28 | Polónia · Magdalena kupiec           | 1:12.54 |
| 200 m Peito     | União Soviética · Daria Chmeleva     | 2:32.01 | Polónia · Magdalena Kupiec          | 2:33.96 | União Soviética · Anna NIkitina      | 2:34.13 |
| 100 m Borboleta | Suécia · Malin Strömberg             | 1:02.17 | Alemanha · Betina Ustrowski         | 1:02.34 | Hungria · Renata Schulze             | 1:02.79 |
| 200 m Borboleta | Espanha · Maria Peláez               | 2:16.34 | Suécia · Malin Strömberg            | 2:17.21 | Alemanha · Maren Flohr               | 2:17.90 |
| 200 m Medley    | União Soviética · Daria Chmeleva     | 2:17.24 | França · Celine Bonnet              | 2:18.79 | União Soviética · Elena Kovechnikova | 2:20.69 |
| 400 m Medley    | União Soviética · Daria Chmeleva     | 4:48.98 | França · Celine Bonnet              | 4:55.67 | Roménia · Ioana Naghi                | 4:55.74 |
| 4x100 m Livre   | União Soviética                      | 3:52.58 | Alemanha                            | 3:53.98 | Tchecoslováquia                      | 3:54.54 |
| 4x200 m Livre   | União Soviética                      | 8:22.26 | Alemanha                            | 8:24.96 | Países Baixos                        | 8:28.00 |
| 4x100 m Medley  | União Soviética                      | 4:14.36 | Alemanha                            | 4:19.47 | Países Baixos                        | 4:21.01 |

### Saltos ornamentais

#### Grupo A
Masculino
| Evento                     | Ouro                             | Ouro   | Prata                        | Prata  | Bronze                 | Bronze |
| Trampolim 3 m individual   | União Soviética · Dmitrij Sautin | 596.50 | União Soviética · Shapovalov | 569.55 | Reino Unido · Tony Ali | 567.90 |
| Plataforma 10 m individual | União Soviética · Dmitrij Sautin | 640.80 | Alemanha · Thorhalf Förster  | 539.90 | Reino Unido · Tony Ali | 509.25 |

Feminino
| Evento                     | Ouro                          | Ouro   | Prata                          | Prata  | Bronze                      | Bronze |
| Trampolim 3 m individual   | União Soviética · Vera Il'ina | 487.05 | Alemanha · Conny Schmalfuss    | 469.00 | Grécia · Eleni Stavridou    | 456.70 |
| Plataforma 10 m individual | Alemanha · Annika Walter      | 425.50 | União Soviética · Olena Župina | 404.30 | Alemanha · Conny Schmalfuss | 382.25 |

#### Grupo B
Masculino
| Evento                     | Ouro                     | Ouro   | Prata             | Prata  | Bronze                       | Bronze |
| Trampolim 3 m individual   | Alemanha · Stefan Ahrens | 348.00 | França · Lamasson | 325.65 | Hungria · Gerlach            | 320.15 |
| Plataforma 10 m individual | Hungria · Gerlach        | 291.00 | Alemanha · Meyer  | 288.45 | Roménia · Gabriel Chercheres | 284.15 |

Feminino
| Evento                     | Ouro                     | Ouro   | Prata                     | Prata  | Bronze                              | Bronze |
| Trampolim 3 m individual   | Alemanha · Melanie Frerk | 333.40 | Alemanha · Sandra Gollmer | 317.15 | Tchecoslováquia · Andrea Absolonová | 299.35 |
| Plataforma 10 m individual | Áustria · Anja Richter   | 268.80 | Alemanha · Krieger        | 265.55 | Roménia · Anca Udvescu              | 257.65 |

## Quadro de medalhas
| Ordem | País            | Medalha de ouro | Medalha de prata | Medalha de bronze | Total |
| ----- | --------------- | --------------- | ---------------- | ----------------- | ----- |
| 1     | União Soviética | 18              | 8                | 4                 | 30    |
| 2     | Alemanha        | 6               | 12               | 6                 | 24    |
| 3     | Reino Unido     | 3               | 1                | 2                 | 6     |
| 4     | Países Baixos   | 2               | 2                | 2                 | 4     |
| 5     | Tchecoslováquia | 2               | 1                | 3                 | 6     |
| 6     | Hungria         | 1               | 3                | 3                 | 7     |
| 7     | Turquia         | 1               | 2                | 2                 | 5     |
| 8     | Itália          | 1               | 1                | 3                 | 5     |
| 9     | Suécia          | 1               | 1                | 1                 | 3     |
| 9     | Polónia         | 1               | 1                | 1                 | 3     |
| 11    | Espanha         | 1               | 0                | 1                 | 2     |
| 12    | Áustria         | 1               | 0                | 0                 | 1     |
| 13    | França          | 0               | 5                | 3                 | 8     |
| 14    | Roménia         | 0               | 1                | 5                 | 6     |
| 15    | Grécia          | 0               | 0                | 1                 | 1     |
| Total | Total           | 38              | 38               | 39                | 115   |